# Calendário Minguo

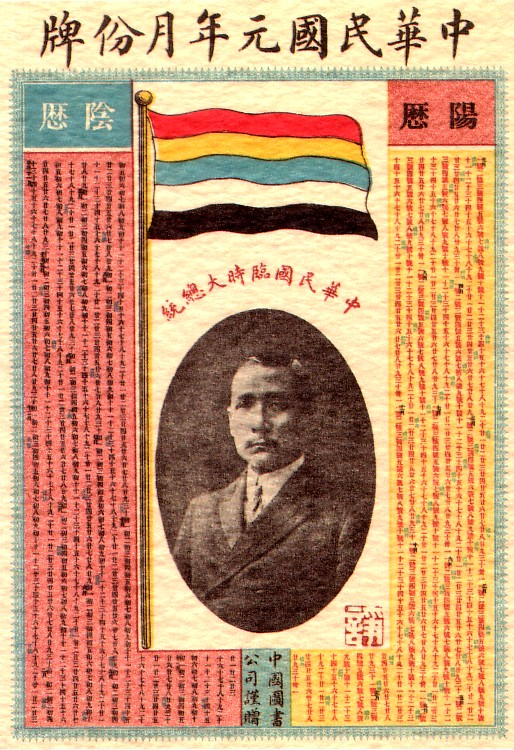
Um calendário que comemora o primeiro ano da República da China, bem como a eleição de Sun Yat-sen como Presidente provisório.

O calendário Minguo (em chinês tradicional : 民國紀元 ; chinês simplificado : 民国纪元) é o método de numeração de anos atualmente usado na ilha de Taiwan e outros territórios sob o domínio da República da China. Foi usado na China continental desde 1912 até a fundação da República Popular da China em 1949. 
O ano de 2025, por exemplo, é o 114° “ano da República". Os meses e os dias são numerados de acordo com o calendário gregoriano.